# Bojni strup
Bojni strup je kemično bojno sredstvo, ki ga uporabljajo oborožene sile z namenom onesposobljenja in/ali ubijanja nasprotnikove žive sile.
Smrtni bojni strupi so prepovedani z več konvencijami. Najprej je nekatere bojne strupe prepovedal Ženevski protokol o prepovedi dušljivih, strupenih in drugih plinih in bakterioloških načinov vojskovanja iz leta 1925, pol stoletja kasneje pa jih je celovitejše prepovedala Konvencija o prepovedi biološkega (bakteriološkega) in toksičnega orožja (BTWC) iz leta 1972, kasneje pa še Konvencija o prepovedi kemičnega orožja (CWC) iz leta 1993.
Nekateri bojni strupi, ki so namenjeni le začasni onesposobitvi, so v uporabi tudi v policiji in v civilni sferi.

## Seznam
| Splošno ime                 | Kemijsko ime                             | Koda         | Vrsta                             | Učinek               | Vonj/Barva                        | Strupenost | Odkritje       |
| --------------------------- | ---------------------------------------- | ------------ | --------------------------------- | -------------------- | --------------------------------- | ---------- | -------------- |
| Fosgen                      | karbonilklorid                           | CG           | Para, dušljivec                   | smrten               | sveža trava/brezbarven            | srednja    | Nemčija (1916) |
| Difosgen                    | triklormetilklorformat                   | DP           | para, dušljivec                   | smrten               | sveža trava/brezbarven            | srednja    | Nemčija (1918) |
| Kloropikrin                 | kloropikrin                              | PS           | plin, dušljivec                   | smrten               | ?                                 | srednja    | ZSSR           |
| Cianovodikova kislina       | vodikov cianid                           | HCN          | plin, krvni strup                 | smrten               | grenki mandlji/brezbarven         | srednja    | ?              |
| Klorcian                    | cianogen klorid                          | CK           | plin, krvni strup                 | smrten               | preveč dražljiv                   | srednja    | ?              |
| Arzin                       | arzenov (III) hidrid                     | SA           | plin, krvni strup                 | smrten               | česen/brezbarven                  | srednja    | ?              |
| Iperit                      | 2,2-diklordietilsulfid                   | H (tudi HD)  | plin, mehurjevec                  | onesposablja, smrten | gorčica/bledo rumen               | srednja    | Nemčija (1917) |
| Nitriran iperit             | 2,2-diklortrietilamin in derivati        | HN-1 do HN-3 | plin, mehurjevec                  | onesposablja, smrten | brez vonja/oljnata tekočina       | srednja    | ?              |
| Fosgenoksim                 | diklormiksin                             | CX           | trden mehurjevec tekoč dražljivec | onesposablja, smrten | držaljiv/oljnat                   | srednja    | ?              |
| Levisit                     | diklorarzin                              | L, HL (s H)  | tekočina, mehurjevec              | onesposablja, smrten | geranije/temen in oljnat          | srednja    | ZDA (1918)     |
| Fenil- in etil- diklorarzin | fenil in etildiklorarzin                 | PD in ED     | tekočina, mehurjevec bljuvalec    | onesposoblja, smrten | dražljiv/brezbarven               | srednja    | Nemčija (1916) |
| Tabun                       | oksid dimetil- aminoetoksiciano- fosfina | GA           | pršilo/para, živčni strup         | smrten               | brez vonja/brezbarven             | močna      | Nemčija (1939) |
| Sarin                       | oksid metilisopro- poksiflourfosfina     | GB           | para, živčni strup                | smrten               | brez vonja/brezbarven             | močna      | Nemčija (1940) |
| Soman                       | oksid metilpinako- liloksiflourfosfina   | GD           | para, živčni strup                | smretn               | po sadju oz. kafri/ neviden       | izjemna    | Nemčija (1944) |
| VX                          | ?                                        | VX           | tekočina/pršilo/para živčni strup | smrten               | ?                                 | izjemna    | ZDA            |
| Difenilklorarzin            | difenilklorarzin                         | DA           | plin, bljuvalec                   | onesposablja         | brez vonja/brezbarven             | srednja    | ?              |
| Adamsit                     | defenilamino- klorarzin                  | DM           | plin, bljuvalec                   | onesposablja         | brez vonja/brezbarven             | šibka      | ZDA            |
| Difenilklorarzin            | difenilciano- arzin                      | DC           | para, bljuvalec                   | onesposablja         | česen, grenki mandlji/ brezbarven | zelo šibka | ?              |
| CN                          | kloracetonfenon                          | CN           | plin, solzivec                    | onesposablja         | češnjev cvet, kloroform/bel       | zelo šibka | ?              |
| CS                          | ortoklorbenzal- malonitril               | CS           | plin, solzivec                    | onesposablja         | prah/bel                          | zelo šibka | VB (1955)      |

## Zgodovina
Poročilo Združenih narodov iz leta 1969 definira kemične bojne strupe kot kemične spojine v plinski, tekoči ali trdni obliki, ki toksično delujejo na ljudi, živali in rastline. Kemično orožje pa niso samo strupene substance, ampak tudi oprema in sredstva, s katerimi so bile raztrošene. Strup je vsaka kemikalija, ki ob stiku z organizmom, že v malih količinah povzroči smrt ali znake zastrupitve z lažjimi ali težjimi posledicami na zdravje človeka.
Do začetka 20. stoletja so bili bojni strupi uporabljeni le posamično, njihova množična prizvodnja in razvoj sta se pričela konec dvajsetega stoletja, ko je z razvojem kemične industrije, prvič postalo možno v vojaške namene proizvesti takšne količine bojnih strupov, da je uporaba le-teh, nasprotniku povzročila znatne izgube.
Strupi so lahko naravnega ali nenaravnega (sintetičnega) porekla. Veliko spojin, ki so jih odkrili v naravi, so pozneje sintetizirali v večjih in lažje dostopnih količinah kot so v naravi, in tako so bojni strupi danes večinoma sintetične narave.

## Razvrščanje bojnih strupov

### Po učinku
- Smrtni
- Nesmrtni

Nesmrtni žrtev onesposobijo, ali pa pustijo dolgoročne, vendar ne smrtne posledice.

### Po obstojnosti
- Kratkotrajno obstojni

Kratkotrajno obstojni strupi imajo nizko vrelišče, visok parni tlak, zato hitro izparevajo, hitro nastanejo strupene koncentracije in hitro izginejo.
- Dolgotrajno obsotjni

Dolgotrajni bojni strupi imajo visoko vrelišče, nizek parni tlak, so nizko hlapljivi in ostanejo dolgo časa aktivni.

### Glede na čas delovanja
- Hitro delujoči

Hitro delujoči bojni strupi delujejo že pri prvem stiku z živo materijo. V praksi je potrebno nekaj sekund do nekaj minut, da bojni strup povzroči smrtne in druge posledice.
- Počasi delujoči

Bojni strupi s počasnim delovanjem delujejo šele po določenem času, ki lahko traja od ene do več ur.

### Po taktičnih aktivnostih
- Napadalni

Napadalni (ofenzivni) bojni strupi najpogosteje kratkotrajno onesposobijo žrtve.
- Obrambni

Obrambni (defenzivni) bojni strupi najpogosteje dolgotrajno onesposobijo ljudi.

### Po agregatnem stanju
Najenostavnješa delitev je po njihovih agregatnih stanjih:
- Trdni
- Tekoči
- Plini

### Po kemijski sestavi
Ta delitev razvršča bojne strupe glede na kemijske skupine, katerim pripadajo. Tako imamo na primer: 
- Organofosforne spojine
- Arzenove spojine
- Halogeni tioetri in sulfidi
- Halogeni alifatski amini
- Derivati ogljikove kisline
- Nitrili

### Po kliničnih slikah
Ta razvrstitev je najbolj obča.